# KY Андромеды
KY Андромеды (лат. KY Andromedae), HD 218674 — двойная звезда в созвездии Андромеды на расстоянии (вычисленном из значения параллакса) приблизительно 2462 световых лет (около 755 парсеков) от Солнца. Видимая звёздная величина звезды — от +6,95m до +6,68m. Орбитальный период — около 0,753 суток (18,072 часов).

## Характеристики
Первый компонент (WDS J23093+4939A) — бело-голубая пульсирующая переменная Be-звезда (BE) спектрального класса B3Vne, или B3IVe, или B4V(e). Масса — около 8,8 солнечных, радиус — около 5,1 солнечных. Эффективная температура — около 16689 К.
Второй компонент (WDS J23093+4939B). Видимая звёздная величина звезды — +9,77m.